# Соляр Ігор Ярославович
Ігор Ярославович Соляр (нар. 30 січня 1968, м. Нестеров, нині Жовква, Львівська область) — український історик. Доктор історичних наук (2012), професор (2020).

## Життєпис
1991 року закінчив Івано-Франківський педагогічний інститут.
Від 1994 — в Інституті українознавства імені І. Крип'якевича НАН України: заступник директора з наукової роботи (2013—2016), директор (від 2018). Також працював викладачем Львівської академічної гімназії (1997—2000); Українського лісотехнічного університету у Львові (2000—2002); Львівського регіонального інституту державного управління Національної академії державного управління при Президентові України (2002—2006); нині — професор кафедри гуманітарних наук Національної академії сухопутних військ імені гетьмана Петра Сагайдачного у Львові (від 2014).

## Доробок
Сфера наукових інтересів — історія Західної України під час Першої та Другої світових воєн, військова історія та сучасні державотворчі процеси.
Від 2018 — головний редактор наукового збірника «Україна: культурна спадщина, національна свідомість, державність».
Монографії:
- «Українське національно-демократичне об'єднання: перший період діяльності (1925—1928)» (1995);
- «Консолідаційні процеси національно-державницьких сил Західної України (1923—1928)» (2010);
- «Зовнішні орієнтації національно-державницьких партій Західної України (1923—1939)» (2011).